# 熱血格闘伝説
『熱血格闘伝説』（ねっけつかくとうでんせつ）は、テクノスジャパンより1992年12月23日に発売されたファミリーコンピュータ用ゲームソフト。

## 概要
くにおをプレイヤーキャラクターとしての主人公にしていない『くにおくんシリーズ』の一つ。当時、上位機種で人気を博していた対戦型格闘ゲームに対抗し、ファミコンのドット絵による「はちゃめちゃ格闘ゲーム」として開発された。
本作の特徴として、自分のパーソナルデータを入力して、自分を主人公にして熱血世界に入れるという点がある。真剣勝負、最強、友情といったものを前面に押し出した、他の熱血シリーズのタイトルにも増して、硬派なストーリーである。
後に、ニンテンドー3DSソフト『くにおくん熱血コンプリート ファミコン編』に収録された。

## ゲーム内容

### モード
- ストーリーモード - 操作キャラとパートナーという仲間を一人ずつ決め、並み居る猛者たちを倒しながらダブルタイガーを倒し、最強の称号を得ることを目的としたモード。
- バトルモード - 4人によるバトルロイヤル形式の勝負を、好きな操作キャラ、好きな相手、好きなステージで、好きなだけ行えるモード。

### ルール
各モードで相手の体力を0にする以外で勝敗のルールをつけることができる。
- ルール1 - コンビ必殺技を10回ヒットさせれば勝ち。
- ルール2 - 地形からダメージ10回で負け。
- ルール3 - ある技を10回ヒットさせれば勝ち。
- ルール4 - 一定時間ノーダメージなら勝ち。
- ルール5 - ルールを用いない。

ストーリーモードにおけるダブルタイガーとの戦いは、ルール5のみしかできない。
また、バトルモードでは対戦形式の仕様上、ルール1は適用できない。

### アイテム
本作では試合中に敵を倒したり、パートナーが倒されたりすると、倒れた場所にアイテムが出現する（ただし、勝者が決定する直前に倒れた場合はアイテムは無い）。キャラが倒された後、約8秒間アイテムが表示され、その間に生き残っているキャラがゲットしなければ消滅する。アイテムは全部で18種類ある。アイテムをゲットすると、キャラや試合に様々な影響が出る。
- 赤カプセル - ゲットすると約10秒間キャラの全身が点滅し、あらゆる攻撃を受けない無敵状態になる。
- 青カプセル - ストーリーモードだけに出現。このカプセルをゲットすると、ゲットしたキャラのチームの相方が倒されている場合、復活する。倒されていない場合は何も変化は無い。
- 黄色カプセル - ストーリーモードだけに出現。ゲットしたキャラのチームの相性レベルが1つあがる。1Pストーリーモードではパートナーが取ると、何故か相手チーム側の相性レベルが上がる。
- 灰色カプセル - ゲットした時点から、続行中の試合や以後試合のルールが変わる。どのルールに変わるかはランダム。
- 鉄下駄 - ダッシュした時の動きが遅くなるが、同時にキックの威力が強くなる両刃の剣とも言うべき存在。
- シューズ - ダッシュ速度が多少速くなる。
- パンチンググローブ - パンチの威力が強くなる。誰が取っても1Pに反映される。
- キックシューズ - キックの威力が強くなる。誰が取っても1Pに反映される。
- 黒帯 - 投げの威力が強くなる。誰が取っても1Pに反映される。
- 絆創膏 - 防御力が上がる。誰が取っても1Pに反映される。
- 茸 - HPがランダムで増減する。普通の茸ならHPが回復するが、毒茸との見分けがつかない上、回復量は一定ではなくランダム。しかも、毒茸だとHPが半減するので注意を要する。
- ハンバーガー - HPが30ポイント回復する。
- 握り飯 - HPが50ポイント回復する。
- うどん - HPが70ポイント回復する。
- カレーライス - HPが100ポイント回復する。
- ざる蕎麦 - HPが150ポイント回復する。
- 海老天丼 - HPが200ポイント回復する。
- 寿司 - HPが全て回復し、さらに最大値が少し増加する。バトルモードで寿司をゲットすると、以降の試合でもゲットした時点のHPが引き継がれた状態になっている。

### 各種格闘タイプ
このゲームには格闘タイプという要素があり、エディットキャラクターを含めたすべてのキャラクターにいずれかのタイプが設定されている。格闘タイプによってステータスの傾向や通常技などが異なる。
格闘家タイプ
平均的なステータスを持つ格闘タイプ。通常技は、プロレス系の技が多い。通常のキックを他のタイプよりも連続で速く出すことが出来たり、ダッシュ中のタックル攻撃やダッシュジャンプパンチのフライングボディアタックも判定が強力なため、使いやすいタイプである。コスチュームはタンクトップにハーフパンツ（『ダウンタウン熱血行進曲』から続投だが、ほぼ新規ドット絵である）。
マーシャルアーツタイプ
てわざ（パンチ攻撃）の威力が高い傾向にあり、ダッシュパンチ攻撃とフィニッシュ攻撃の判定が広く、対空にもなる。
パンチ中に攻撃を受けても一発でダウンし、連続技を喰らわないという意味では、マッハキックを持つカンフータイプより強い。また、マッハパンチを持つマーシャルアーツタイプは接近戦では脅威。反面、キックのリーチは短く威力も低めになりがちだが、使えないことは無い。投げが2段技。コスチュームはTシャツに長ズボン。
カンフータイプ
あしわざ（キック攻撃）の威力が高いタイプで、フィニッシュ攻撃は状況によってはダメージが2回入る。ダッシュジャンプキックは判定が強いため迎撃されにくく、強力である。
マッハキックを持つカンフータイプは接近戦で強い反面、パンチ攻撃はそれなりの威力しかなく、投げに至っては威力が滅法低い。コスチュームは上半身裸に拳法着(カンフーパンツ)。
柔道家タイプ
なげわざ（組み投げ、リフトアップからの投げ）の威力、HP、防御力が高い傾向にあるが、羽交い絞め投げは弱い。キックの発生が他のタイプに比べて若干遅く、攻撃を出した後の隙も大きいもののリーチが長いため、下記の必殺技「マッハキック」を使う事が出来れば強力なキャラになる。コスチュームは白い鉢巻と柔道着。
タイガーマスクタイプ
ダブルタイガーのみのタイプ。キックはリーチが短いが、その他の通常技は恐るべき性能、威力を持つ。特にダッシュパンチ、ダッシュジャンプパンチ、投げは脅威。
| タイプ            | パンチ       | キック            | フィニッシュ 攻撃         | ダッシュ パンチ         | ダッシュ キック       | ダッシュ ジャンプパンチ   | ダッシュ ジャンプキック | 組み投げ / 返し技          | 羽交い絞め投げ             |
| ----------------- | ------------ | ----------------- | ------------------------- | ----------------------- | --------------------- | ------------------------- | ----------------------- | -------------------------- | -------------------------- |
| 格闘家            | ジャブ       | ミドルキック      | ショートレンジ ラリアット | ショルダ チャージ       | 膝蹴り                | フライング ボディアタック | ライダーキック          | パワーボム                 | スープレックス             |
| マーシャル アーツ | ジャブ       | 膝蹴り            | アッパーカット            | ダッシュフック エルボー | 膝蹴り                | 空中ジャブ                | 跳び膝蹴り              | ネックブリーカー ドロップ  | バックブリーカー           |
| カンフー          | リードジャブ | ハイサイド キック | ローリング ハイキック     | 突撃エルボー            | スライディング キック | 空中 リードジャブ         | 延髄斬り                | パイルドライバー           | 肩車                       |
| 柔道家            | ストレート   | ローキック        | 上段後ろ 回し蹴り         | ローリングアタック      | ローリングアタック    | ジャンプ ストレート       | ジャンプ回し蹴り        | 内股                       | 裏巴投げ                   |
| タイガー マスク   | 手刀ジャブ   | ローキック        | ショート アッパー         | ダブル ラリアット       | ショルダー チャージ   | 空中ダブル ラリアット     | ライダーキック          | スクリューパイルドライバー | スクリューパイルドライバー |

### 必殺技一覧
必殺技はキャラによって最大3つ持ち、コマンドによって使用できる。

#### 接近戦に向いている必殺技
マッハパンチ
Aボタンで発動。パンチがすばやい三連続のものになる。パンチとの撃ち合いの場合、有利である。
マッハキック
Bボタンで発動。キックがすばやい三連続のものになる。キックとの撃ち合いの場合、有利である。
マッハふみふみ
ダウン中の相手のそばでAボタン連打で発動。倒れている相手をすばやく連続で踏みつける足技。隙が大きい割に、与えるダメージは低い。
ジャンプエルボー
ジャンプ降下中にAボタンで発動。肘を下に突き出しながら地面に落下する。着地時に隙があるが判定は強く、相手を吹っ飛ばすことができる。
ジャンプギロチン
ジャンプ降下中にBボタンで発動。足を前方に突き出しながら地面に落下する。性質はほぼジャンプエルボーと同じだが、こちらはあしわざ扱い。
ストーンガード
ガード時に発動。体を丸めて相手の技を防御する。防御力が高い反面、隙ができやすいのが難点。背後からの攻撃にはガード反応しない。

#### 奇襲攻撃に向いている必殺技
スピンアタック
着地した瞬間にAボタンで発動（連打も可）。体を丸めて回転しながら勢いよく前方に突進する。バクレツキックよりも移動距離、滞空時間共に長く、相手に当たる事で自身が大きく跳ね上がる。壁に追い詰めて使うと、相手を脱出困難にさせる強力な技。
バクレツキック
着地した瞬間にBボタンで発動（連打も可）。膝を突き出しながら勢いよく前方に突進する。スピンアタックとほぼ同じ性質の技だが、ヒットしても跳ね上がることはなく、連続ヒットさせやすい。スピンアタックと違い、壁に追い詰めて使っても脱出されやすい。
ハイスピンキック
ダッシュジャンプ中に下方向キーで発動。空中で回転した後、急降下しつつ飛び蹴りを繰り出す。回転中は多段ヒットするので、投げてから技を当てれば大ダメージを与えられる。この技は、最も多くのキャラが持っている。
トルネードアタック
ダッシュジャンプキックヒット時に左右キーで発動。ダッシュジャンプキックがヒットした相手に空中スピンアタックを繰り出して追撃する。
スライディングエルボー
全キャラ使用可能。キャラが下り坂で下を向いている時に下方向キーを2回素早く連打すると発動。体全体を滑り込ませ、ひじを突き出して相手に体当たりする。威力は高め。

### コンビ必殺技
ストーリーモードでパートナー同士が組む、または上に乗ると、コンビ必殺技の準備に入り、HPゲージの下にあるゲージのメーターが左右に動き出す。この時、メーターが茶色のゲージにある間に攻撃ボタンを押して止めると、コンビ必殺技が発動し、白い部分で止めてしまうと失敗となる。失敗すると、両者共に大きな隙が生じるため注意。また、組んだ後は普通に離れる事もでき、その時はすぐに解除されて自由に動ける。
発動ゲージ可能範囲とメーターの動く速さは、コンビ間の相性によって決まり、衣装の色で判別が可能である（赤＞青＞白＞緑＞黄。ダブルタイガーは無条件で相性が最高）

#### コンビ技(1)
2人チームのお互いが組み合い、そのまま高速回転してコマのように変形して相手に襲い掛かる。その時に、コマンドをかけたキャラクターのタイプで攻撃の手段要素が変わる。また、チームのレベルでコマと化した2人の動きが変わる。
なお、レベル1から3の場合、その場から動かず普通にコマが回るようになるだけだが、レベル4～6になると水平に動き始めて敵に襲い掛かり、さらにレベル7～9になると一旦上空に一気に勢い良く舞い上がり、上から落ちるように敵に向かって襲い掛かる。
コンビ必殺技をかけるキャラのタイプで技のタイプも異なる。また、2チーム同時にコンビ必殺技を発動した場合、場合によっては撥ね返され、ダメージを被ることがある。属性は、準備段階に入ってから先に発動させる側に依存する。
格闘タイプ
氷（有利：電気　不利：炎）
マーシャルアーツタイプ
電気（有利：竜巻　不利：氷）
カンフータイプ
竜巻（有利：炎　不利：電気）
柔道家タイプ
炎（有利：氷　不利：竜巻）
タイガーマスク
太陽光（無条件有利）
その他、対決しているコンビ必殺技1の攻撃の手段要素が同一の場合、レベルが高いほうが勝つ。レベルも同じ場合、コマがぶつかり合うように互角に渡り合う。先に発動した方が時間による解除が早いため、先に発動した方がダメージを食らうことになる。

#### コンビ技(2)
2人チームのうち、一方が他方の上に肩車で乗り掛かり、他方が一方を投げつけるような感じで出す技。投げられた方は轟音を出しながら、スピンアタックのような回転で、相手に襲い掛かる。もし敵方がコンビ必殺技1をかけてきた場合、コンビ必殺技2で投げられた方は敵方と衝突した場合、必殺技2が解除される。

### 特殊エンディング
1Pストーリーモードでパートナーをくにおにしてクリアすると、通常とは違うエンディングになる。

## 設定

### ストーリー
ある日の午後、くにおが部活動をサボって帰路に着こうと下駄箱を開けると、「最強の高校生を決めるため格闘大会を開く。出場権利とともに棄権権利を与える。」といった内容の挑戦状が届いていた。くにおは奮起して出場を即決し、会場へと急ぐ。直後に熱血高校を訪れたりきも、くにおと共に参加を決定する。そしてこの挑戦状はプレイヤーにも届いていた。

### ステージ構成
バトルモード時に表示されるステージごとに記述。
- ステージ1

倉庫のような場所。ステージ中央の床には「SABER」と書かれたロゴを咥えたトラの紋章が刻まれている。ステージ左右両端には段差がある。中央奥には斜面になっている箇所があり、スライディングエルボーが使える。ストーリーモードでは必ず最初にやまいし&じんないと対戦する。ゲーム進行により、ステージ全体の色が変化していく（1周目とバトルモードでは茶色、2周目は黄色、3周目は緑色、4周目は紫色）。
ストーリーモードで3周目のこのステージにじんない、あおい、あんざわがCPU側に登場した場合、HPが最大になっている。
- ステージ2

発電所。左右両端には常に電流が流れており、接触するとダメージになる。ストーリーモードの1周目ではふじくら&えびはら、しばた&らいどうのどちらかが登場する。
- ステージ3

工場。斜面になっている箇所が多く、左上側はベルトコンベアになっている。画面左端には上下部分ともに針があり、接触するとダメージになる。画面右端上部分には穴と土管があり、キャラが穴に入ると土管部分から大砲のように飛び出してきて、ダメージとなる。
- ステージ4

どこかの屋上。下には地雷が5つ設置されており、踏むと大ダメージになる。ストーリーモード、バトルモードともにCPUが開幕直後に画面中央の地雷を踏むことが多い。
- ステージ5

かなり広い冷凍室。ストーリーモードでは1周目最後のステージとなる。斜面部分にいた場合は徐々に滑っていく。画面左側には針があり、接触するとダメージになる。アプリ版では左右両端ともに針に変わっており、かなり狭いステージになっている。
- ステージ6

終始流れの強い水が流れているステージ。ストーリーモードでは2周目最後のステージとなる。試合開始場所からすぐ左側には針があり、接触するとダメージになる。アプリ版では存在しない。
- ステージ7

ギミックが多いステージ。ストーリーモードでは3周目最後のステージになる。また、この時点で全勝しており、なおかつこのステージで勝利すると最終試合に突入する。画面中央側には消える足場と針、画面右下にも針、画面左上側からはステージ3にもあった砲台がある。アプリ版では存在しない。
- 最終ステージ

とらいち&とらじとの最終対決となるステージ。針や地雷といったトラップや、砲台や斜面といったギミックもないシンプルなステージとなっている。アプリ版ではサバイバルモード、ボス戦でのみ登場。

## 登場キャラクター

### エディットキャラクター
名前・誕生日・血液型などのパーソナルデータを入力することによって、プレイヤーオリジナルのキャラクターを作ることができる。
エディットキャラクターは最初に入力したパーソナルデータに基づいて格闘タイプや初期能力値、必殺技などが自動で決定され、ストーリーモードで試合をこなしていくことで成長（レベルアップ）させることができる。また、その際にステータス画面で表示されるパスワードを保管しておくことでデータの再現も可能である（こちらは固定キャラクターも同様）。

### 固定キャラクター
キャラクター名横の色は、ストーリーモードでCPUとして登場する際のカラー。このうち、いしづき・ましばは本来のカラーは白だが、実際は組んだキャラクターによって変動する。
また、2Pストーリーモードでは本来なら登場するはずの既存キャラクターが、ましばに差し替えられる形で登場しなくなる事がある。

格闘家
□くにお
必殺技…マッハキック、スピンアタック、爆裂キック
11月27日生まれ、いて座のAB型。
非常に好戦的な性格で、接近戦では得意のマッハキックで試合を有利な状況にする。また、爆裂キックとスピンアタックの威力も脅威そのもので、画面端でタイミングよく連発されると何も出来ないまま倒される事もある。また、ダッシュ攻撃とダッシュジャンプ攻撃の頻度が非常に高く、少し距離を離しただけでも繰り出してくる。
基本パートナーはりき。ストーリーモードでは高確率で上位に出てくる。
■しばた
必殺技…マッハふみふみ、トルネードアタック、ハイスピンキック
10月17日生まれ、てんびん座のAB型。
HPが高めで、手技の成長率が非常に高い。固定キャラクターでは唯一マッハふみふみを持っているが、滅多に使ってこない。基本的には返し技や馬乗りからの追い打ちで体力をじわじわ奪っていく戦い方を得意とする。基本パートナーはらいどう。開発当初の画面写真では現在とは顔グラフィックが異なっていた。
後に『くにおくんの超熱血!大運動会（以下、超熱血!大運動会）』にて格闘チームの一員として登場しており、その時の必殺技は本作でえびはらが使用するジャンプエルボーになっている。
『ダウンタウン乱闘行進曲マッハ』ではレジェンドチームのメンバーとして登場。
■いしづき
必殺技…マッハパンチ、トルネードアタック、ハイスピンキック
4月4日生まれ、おひつじ座のO型。
1Pストーリーモードでは固定キャラクターのパスワードをストーリーモードで入力して、プレイヤーが固定キャラクターを使用することで、そのキャラが抜けたチームの穴埋め要員として登場する。2Pストーリーモードで二人とも固定キャラを使用すると、ましばと組む。
初期ステータスは低めだが、成長率自体は投げを除いては高めな傾向にある。主にマッハパンチ、ハイスピンキック、ダッシュ攻撃、ダッシュジャンプ攻撃、コンビ必殺技を多用。
後に携帯サイト「熱血硬派くにおくんｉ（EZ）」にて配信された『ダウンタウン熱血行進曲DX』に格闘チームの一員として登場（必殺技はない）。開発中の名前はたけだで、当初のパートナーはしばただった。
■やまいし
必殺技…ジャンプギロチン、ハイスピンキック
6月28日生まれ、かに座のA型。
防御力は固定キャラクターでは最も低いが成長率自体は安定しており、他のステータスも比較的まとまっている。主に接近戦を得意としており、パンチ・キック・ダッシュ攻撃・ダウン中の相手持ち上げを中心に行う。また、相手をグロッキー状態にした直後にすかさずジャンプギロチンを叩き込み、隙さえあればコンビ必殺技を使ってくる。基本パートナーはじんない。開発当初の名前はやまぎしだった。後に『熱血行進曲DX』にて格闘チームのキャプテンとしても登場。必殺技はマッハキックになっている。
『ダウンタウン乱闘行進曲マッハ』ではレジェンドチームのメンバーとして登場。事あるごとにえびはらと歪み合うキャラクター性になっている。

マーシャルアーツ
□りき
必殺技…マッハパンチ、スピンアタック、トルネードアタック
5月5日生まれ。おうし座で、血液型は登場キャラで唯一不明（ゲーム上では「？型」と表記）。
また、くにおの穴埋めとしてましばまたはいしづきと組んだ場合、唯一コンビの名前の順番でりきが最初になる。
標的に定めた相手を徹底的にマークし、接近戦ではマッハパンチを執拗に繰り出す他、スピンアタック、コンビ必殺技も多用して大ダメージを与えてくる。また、こちらがコンビ必殺技を組もうとした際にも主にマッハパンチやダッシュ攻撃を繰り出して妨害してくる。
基本パートナーはくにお。
■えびはら
必殺技…ジャンプエルボー、爆裂キック
フルネームは海老原正樹（えびはら まさき）。9月2日生まれ、おとめ座のAB型。
説明書では今大会屈指のスピードの持ち主と紹介されている。各ステータスの成長率が固定キャラクターの中では最も高い。基本的には自発的に近付いて来ないが、相手が近付くとひたすら後ずさりをしたかと思えばいきなりダッシュ攻撃やジャンプエルボーでの奇襲を行う他、相手が倒れるとすかさず馬乗り攻撃を行って体力を奪っていく。また、爆裂キックを持っているがくにお、みどう、ひめやま、とらいちの様に積極的には使ってこない。基本パートナーはふじくら。
後に『超熱血!大運動会』にて格闘チームのメンバーとして登場しており、その時の必殺技はマッハパンチになっている。
『ダウンタウン乱闘行進曲マッハ』ではレジェンドチームのメンバーとして登場。
■ましば
必殺技…マッハパンチ、トルネードアタック、ハイスピンキック
8月20日生まれ、しし座のA型。必殺技はいしづきと同じ。
1Pストーリーモードでは、主人公のパートナーとして片割れが参加して通常コンビが組めない場合、そのコンビの穴埋めとして登場。
なお、プレイヤーがましばを使用し、かつ通常コンビからパートナーを選ぶと、ましばが2人いる状態になる。
2Pストーリーモードでは出現する時としない時があり、出現した際はタッグを組むキャラクターがプレイの度に異なる。
主にダッシュ攻撃、マッハパンチ、ダウン中の相手持ち上げを多用。ある条件を満たすと、いしづきと組む。開発当初の名前はつちやだった。
■じんない
必殺技…ハイスピンキック
6月11日生まれ、ふたご座のO型。必殺技は1つだけ、ステータス面でも防御力と投げは平均的、HPは固定キャラクターでは最も低いなど突出した部分は特にないが、コンビ必殺技を積極的に行って大ダメージを与えてくる。接近戦では主にパンチ中心の戦い方だが、ハイスピンキック・ダッシュ攻撃・ダッシュジャンプ攻撃による奇襲も行う。基本パートナーはやまいし。開発当初の名前はまるやまだった。後に携帯アプリで配信された『熱血行進曲DX』にて、やまいしと共に格闘チームの副キャプテンとして登場。必殺技はマッハパンチになっている。
『ダウンタウン乱闘行進曲マッハ』ではレジェンドチームのストーリー中にて、名前のみ登場。

カンフー
■ひめやま
必殺技…マッハキック、爆裂キック
フルネームは姫山草一朗（ひめやま そういちろう）。1月19日生まれ、やぎ座のB型。アメリカ育ちで、本大会の優勝候補の一人でもある。基本ステータスも高めで蹴り技では一、二を争う。接近戦ではマッハキックでひたすら攻め、爆裂キックで大ダメージを与える戦法が得意。ダッシュ攻撃、ダッシュジャンプキックも多用する。
基本パートナーはすが。本作のメインイラストにて、ダブルタイガー兄弟とくにおの間に居る茶髪の人物が彼とされており、髪は後ろに束ねた長髪。後に『超熱血!大運動会』にて格闘チームの一員として登場。髪色は青色の短髪になっており、使用する技も原作と全く同じである。
『ダウンタウン乱闘行進曲マッハ』ではレジェンドチームのキャプテンを務める。
■らいどう
必殺技…トルネードアタック、ハイスピンキック
12月20日生まれ、いて座のO型。
スピードは遅いが、それ以外のステータスは纏まっている方である。相手のコンビ必殺技を積極的に妨害したり、フィニッシュ攻撃を決める事が多いなど接近戦を中心とした攻撃的な性格だが、障害物のあるステージではその性格が災いして自滅する事が多い。基本パートナーはしばた。開発当初の名前はきむらだった。
後にアプリ版『格闘伝説』『熱血行進曲DX』『ドッジボール部対戦版』にも登場しており、『格闘伝説』登場キャラクターの中ではみどうと並んで出演が多いキャラクターでもある。
『ダウンタウン乱闘行進曲マッハ』ではレジェンドチームのストーリー中にて、名前のみ登場。
■あおい
必殺技…ハイスピンキック、爆裂キック、スピンアタック
フルネームは水沢葵（みずさわ あおい）。幼い頃から女性のような名前が原因でいじめを受けていたが、実はかなりの実力者。3月3日生まれ、うお座のAB型。HPは低い反面、防御力が固定キャラクターでは最も高く、それ以外のステータスも比較的良い方である。基本は待ちスタイルだがダッシュジャンプ攻撃、爆裂キック、スピンアタックで大ダメージを与えて逆転する事もある。
ダッシュ攻撃に対しても的確に返し技を行う。基本パートナーはあんざわ。
■あんざわ
必殺技…マッハパンチ、スピンアタック、トルネードアタック
7月3日生まれ、かに座のB型。必殺技は、りき・すがと全く同じ。その為、カンフーなのにマッハパンチを持つ一風変わった選手。主にダッシュ攻撃、スピンアタック、返し技を多用。また、距離が離れた状態だとダッシュジャンプキックからのトルネードアタックを高確率で使ってくるので注意を要する。基本パートナーはあおい。開発当初の名前はあんどうだった。
後に『熱血行進曲DX』にて格闘チームの一員としても登場しているが必殺技はなく、本作とは髪型が違う。

柔道家
■みどう
必殺技…スピンアタック、爆裂キック、ストーンガード
1月1日生まれ、やぎ座のB型。
攻守ともに優れ、各ステータスも高い。ダッシュ攻撃とダッシュジャンプ攻撃の使用頻度が高く、スピンアタックと爆裂キックで大ダメージを与えるなど、行動パターンはくにおと似通っている。防御も上手く、相手の攻撃をストーンガードで的確に防ぎ、HPの高さも手伝って非常に打たれ強い。基本パートナーはおおくまで、ストーリーモードでは高確率で上位に出てくる。本作のメインイラストにて、くにおの左下に居る青髪の人物が彼とされている。
後にアプリ版『格闘伝説』『熱血行進曲DX』『超熱血!大運動会』『ダウンタウン乱闘行進曲マッハ』にも登場しており、『格闘伝説』出身キャラクターの中では最も出演の多いキャラクターであるが、必殺技が変更されていることが多い。
■ふじくら
必殺技…ハイスピンキック
11月6日生まれ、さそり座のA型。
初期ステータス投げ技の数値では固定キャラクターでは最も高いが、手技と足技の伸びは全キャラで最も低い。基本的にダウン中の相手持ち上げ・パンチ・キック・ダッシュ攻撃で積極的に攻める接近戦中心だが、返し技も得意とする。基本パートナーはえびはら。開発当初の名前はふじいだった。
『ダウンタウン乱闘行進曲マッハ』ではレジェンドチームのストーリー中にて、名前のみ登場。
■すが
必殺技…マッハパンチ、スピンアタック、トルネードアタック
5月25日生まれ、ふたご座のA型。必殺技は、りき・あんざわと同じ。
各ステータスはスピード以外は比較的高く、成長率もそこそこ。接近戦中心の戦いを得意とするが、時々後ずさりして間合いを取る事があり、そこから急にダッシュ攻撃やトルネードアタックによる奇襲を行うなど、間合いの取り方も絶妙。また、マッハパンチ・スピンアタック・返し技・ダウン中の相手持ち上げも多用する。基本パートナーはひめやま。開発当初の名前はすがはらだった。
『ダウンタウン乱闘行進曲マッハ』ではレジェンドチームの副キャプテンを務める。
■おおくま
必殺技…マッハキック、スピンアタック
フルネームは大熊大三郎（おおくま だいさぶろう）。2月19日生まれ、うお座のO型。幼い頃から山で育った生粋の野生児。
HP、投げ、防御力は高めだが、打撃の成長率が低め。標的を徹底的にマークしてリーチの長いマッハキックを執拗に多用する他、スピンアタックで大ダメージを与えてきたりと、行動パターンはりきと似通っている。
基本パートナーはみどう。テクノス倒産後に配信された携帯アプリ版にも登場。本作のメインイラストにて、りきの右下に居る角刈りの人物が彼とされており、設定原画では当初の名前はおかだと設定されていた。
『ダウンタウン乱闘行進曲マッハ』ではレジェンドチームのストーリー中にて、名前のみ登場。

タイガーマスク
とらいち
必殺技…マッハパンチ、マッハキック、ジャンプエルボー、ストーンガード、爆裂キック、スピンアタック、マッハふみふみ
最終ボス。牙虎会（サーベルタイガー）のダブルタイガー兄弟の兄。12月6日生まれ、いて座のAB型。各種ステータスはMAX近く、ほとんどの必殺技を使える。また、ダッシュ攻撃とダッシュジャンプから放つダブルラリアットはタイミングによっては相手の爆裂キックやスピンアタックを一方的に返り討ちにし、更には返し技をしにくいほど判定が非常に強力。バトルモードではある条件を満たすと使用可能。本作のメインイラストにて、青い髪をした虎のマスクを被る人物が彼とされている。後に『超熱血!大運動会』にて格闘チームのキャプテンとして、『熱血硬派くにおくん すぺしゃる』『熱血硬派くにおくんSP 乱闘協奏曲』ではゲストキャラクターとして登場。また、アークシステムワークスから発売された『ダウンタウン熱血物語SP』では冷峰学園のOBである事と、在学中は花園高校・白鷹工業高校と共にしのぎを削り、名を馳せていた設定が付加された。
とらじ
必殺技…マッハパンチ、マッハキック、ジャンプギロチン、ストーンガード、スピンアタック、トルネードアタック、マッハふみふみ
最終ボス。牙虎会（サーベルタイガー）のダブルタイガー兄弟の弟。9月1日生まれ、おとめ座のB型。各種ステータスはMAX近くで、兄・とらいちと同様にあらゆる技を繰り出す。彼もバトルモードで条件を満たす事で使用可能。本作のメインイラストにて、赤い髪をした虎のマスクを被る人物が彼とされている。後に『超熱血!大運動会』にて格闘チームの副キャプテンとして登場しており、こちらでも兄に引けを取らない性能となっている。また、兄と同様『熱血物語SP』にて冷峰学園のOBという事、兄と共に「タイガーホール」というジムを経営している設定が付加された。

## 他機種版
| No. | タイトル                                             | 発売日         | 対応機種                                     | 開発元             | 発売元                 | メディア                                        | 型式       | 備考                                       |
| --- | ---------------------------------------------------- | -------------- | -------------------------------------------- | ------------------ | ---------------------- | ----------------------------------------------- | ---------- | ------------------------------------------ |
| 1   | 熱血格闘伝説                                         | 2004年1月30日  | iアプリ                                      | ウェブドゥジャパン | ウェブドゥジャパン     | ダウンロード (熱血硬派くにおくんi)              | -          |                                            |
| 2   | 熱血格闘伝説                                         | 2005年4月22日  | EZアプリ                                     | ウェブドゥジャパン | ウェブドゥジャパン     | ダウンロード (熱血硬派くにおくんEZ)             | -          |                                            |
| 3   | くにおくん熱血コンプリート ファミコン編              | 2016年12月8日  | ニンテンドー3DS                              |                    | アークシステムワークス | 3DSカード                                       | CTR-P-BKCJ | 他シリーズのファミコン10作品との合同収録作 |
| 4   | くにおくん ザ・ワールド 〜クラシックスコレクション〜 | 2018年12月20日 | Nintendo Switch PlayStation 4 Xbox One Steam |                    | アークシステムワークス | Switch専用ゲームカード ディスクROM ダウンロード |            | 他シリーズのファミコン17作品との合同収録作 |

携帯アプリ版
かつては携帯公式サイトのiアプリ、EZアプリ対応アプリとして他のくにおくん作品とともに熱血格闘伝説が配信されていた。しかし、FC版とは全く別のゲーム同然の内容になっている。詳細は『携帯アプリ版の記事』を参照。

## スタッフ
- キャラクター・デザイン：マグナム! おーたけ Z80（大竹剛）
- 背景デザイン：MIKA'れおん'TSUKADA（つかだみか）
- おてつだいデザイン：はるるん ホーガン
- プログラム：あべちゃん（あべひでゆき）、とよぴぃZ、たけちゃん
- スーパーアドバイザー：ジゴロ ハイデ
- サウンド：あみーご さわさん（澤和雄）、ひらさわさん（平沢道也）、うらべくん（浦部拓）、くまさん
- 企画：よこ ぺん
- 広報：ブラウン むかい（向井久美子）、けろよん やまね（山根明子）
- スペシャル・サンクス：かいさん（甲斐浩二）、しろちゃん（白戸政男）、もけけ せきもと（関本弘之）、ごしんたい よしだ（吉田晄浩）、かくとうおう きしもと（岸本良久）、アニマルあんでぃ、ストレートさとう、こぞう、みな

## 評価
ゲーム誌『ファミコン通信』の「クロスレビュー」では、6・6・5・5の合計22点（満40点）、『ファミリーコンピュータMagazine』の読者投票による「ゲーム通信簿」での評価は以下の通りとなっており、23.6点（満30点）となっている。
| 項目 | キャラクタ | 音楽 | お買得度 | 操作性 | 熱中度 | オリジナリティ | 総合 |
| 得点 | 4.2        | 3.9  | 3.8      | 3.8    | 4.2    | 3.9            | 23.6 |